# Хупер (часопис)
 ХУПЕР : хороскоп, укрштене речи, поп звезде, енигматика, разонода је српски породични лист. Лист је штампан у Београду у издању Политике. Излазио је од 1990. до 2008. године.

## Историјат
Излазио је 18 година (од 1990. до 2008. године). У првих 16 година је био окарактерисан као породични часопис јер су млади читаоци куповали часопис због нових прича о омиљеним звездама, а потом су га давали старијима да решавају енигматику. Године 2006. је променио концепцију и уредништво и прерастао у часопис о алтернативној култури. То је све трајало до децембра 2008. године, када је изашао последњи број.

## Периодичност излажења
Лист је излазио једно месечно.

## Место издавања и штампарија
Лист је штампан у Београду, у издању Политике.